# Neustadt an der Rems
Neustadt an der Rems è una frazione della città tedesca di Waiblingen, nel Baden-Württemberg.

Conta (2005) 5.698 abitanti.

## Storia
Neustadt fu nominata per la prima volta nel 1298.

Costituì un comune autonomo fino al 1º gennaio 1975.

## Amministrazione

### Gemellaggi
Neustadt è membro del gemellaggio internazionale "Neustadt in Europa", che riunisce 36 città e comuni che portano nel nome la dicitura Neustadt ("città nuova").